# پادشاه هیه‌گونگ
پادشاه هیه‌گونگ (۷۶۵ میلادی تا ۷۸۰ میلادی) (هانگول: 혜공왕) (هانجا: 惠恭王) سی و ششمین پادشاه شیلا بود.
در اصل او قدرتی نداشت و اختیار اشراف‌زادگان از هیه‌گونگ بیشتر بود و آنها بدون این که هیه‌گونگ بفهمد از خزانه دزدی می‌کردند اما زمانی که او ۲۴ ساله شد متوجه این امر شد اما وقتی خواست کاری انجام بدهد کشته شد. پادشاه هیه‌گونگ آخرین نواده پادشاه مویول بود که بر تخت نشست.

## حکومت
پادشاه هیه‌گونگ ۸ ساله بود که بر تخت نشست شد که در قصر شیلا آشفتگی‌های زیاد به وجود آمد.
در دوران سلطنت ۱۵ ساله پادشاه هیه‌گونگ شورش‌هایی در کشور به وجود آمد که آن شورش‌ها در سال‌های ۷۶۸، ۷۷۰ و ۷۷۵ به رهبری «کیم داگونگ، کیم جیجونگ» و مقامات عالی‌رتبه ایجاد شد.
نیروی‌های شورشی موفق شدند به کاخ حمله کنند و پادشاه هیه‌گونگ و سایر اعضای خانواده سلطنتی را ترور کنند.
فردی به نام کیم یانگسانگ که از نسل یازدهم پادشاه نه‌مول بود جانشین پادشاه کشته شده (هیه‌گونگ) شد. سوابق نشان می‌دهد که رفتار پادشاه هیه‌گونگ زنانه بود و تمایل به دوجنسگرایی نشان می‌داد.